# Хенекен
Хенекен, або Генекен, або Агава фуркроїдна (Agave fourcroydes) — вид трав'янистих рослин з роду агава родини агавових; походить із Мексики.
Нині ця рослина культивується переважно в Східній Мексиці і на Кубі заради грубого білого волокна, одержуваного з листя. Волокно використовується для виготовлення паперу, мотузок і мішків; за якістю воно дещо поступається сизалю. На плантаціях кожну рослину використовують протягом 18 років, при цьому з неї щорічно зрізається кілька листків.